# Дауд, Гарри
Га́рри Уи́льям Дау́д (англ. Henry William Dowd; 4 июля 1938, Солфорд — 7 апреля 2015, Манчестер, Северо-Западная Англия) — английский футболист, играл на позиции вратаря.

## Биография

### Игровая карьера
Дауд большую часть карьеры играл за «Манчестер Сити», за который дебютировал в матче против «Блэкберн Роверс», который закончился поражением «Сити» со счётом 4:1. В феврале 1964 года в матче против «Бери» забил гол, который позволил сравнять счёт в матче. В том матче он перешёл на позицию центрального нападающего, поскольку получил перелом пальца руки. В составе «Манчестер Сити» выиграл Кубок Англии в 1969 году, когда в финале со счётом 1:0 был обыгран «Лестер Сити».
В 1969 году Дауд на правах аренды перешёл в «Сток Сити», где он был резервным вратарём, поскольку основным был легендарный Гордон Бэнкс. Его последним клубом в карьере стал «Олдем Атлетик», в котором Дауд отыграл четыре сезона и завершил карьеру.

### Смерть
Скончался 7 апреля 2015 года в Манчестере в возрасте 76 лет.

## Достижения
«Манчестер Сити»
- Обладатель Кубка Англии: 1968/69